# Raymond Leboursier
Raymond Leboursier est un scénariste, monteur et réalisateur français né le 12 mai 1907 à Paris 18e et mort le 26 juillet 1987 à Cannes.

## Biographie
Raymond Leboursier naît le 12 mai 1907 dans le 18e arrondissement de Paris.

## Filmographie

### En tant qu'acteur
- 1930 : Le Réquisitoire de Dimitri Buchowetzki : Bobby
- 1931 : Les Vacances du diable d'Alberto Cavalcanti : Monk McConnell
- 1931 : À mi-chemin du ciel d'Alberto Cavalcanti : Tony
- 1932 : Une jeune fille et un million de Fred Ellis et Max Neufeld
- 1933 : Château de rêve de Géza von Bolváry et Henri-Georges Clouzot
- 1934 : Un de la montagne de Serge de Poligny

### En tant que monteur
- 1936 : Les Petites Alliées de Jean Dréville
- 1937 : Les Nuits blanches de Saint-Pétersbourg de Jean Dréville
- 1937 : Les Hommes de proie de Willy Rozier
- 1938 : Son oncle de Normandie de Jean Dréville
- 1938 : Le Joueur d'échecs de Jean Dréville
- 1938 : La Tragédie impériale de Marcel L'Herbier
- 1939 : Entente cordiale de Marcel L'Herbier
- 1940 : Marseille mes amours de Jacques Daniel-Norman
- 1940 : Le Président Haudecœur de Jean Dréville
- 1941 : L'An 40 de Fernand Rivers
- 1941 : Un chapeau de paille d'Italie de Maurice Cammage
- 1942 : Le journal tombe à cinq heures de Georges Lacombe
- 1942 : Monsieur La Souris de Georges Lacombe
- 1943 : Domino de Roger Richebé
- 1948 : L'Aigle à deux têtes de Jean Cocteau
- 1949 : Bal Cupidon de Marc-Gilbert Sauvajon
- 1953 : Leur dernière nuit de Georges Lacombe
- 1953 : La Belle de Cadix de Raymond Bernard
- 1955 : Les Fruits de l'été de Raymond Bernard
- 1955 : La Lumière d'en face de Georges Lacombe
- 1956 : Bébés à gogo de Paul Mesnier
- 1957 : Les Suspects de Jean Dréville
- 1958 : Les Mains nettes de Claude Jutra
- 1959 : Les Brûlés de Bernard Devlin
- 1960 : Walk down Any Street, court-métrage  de Bernard Devlin
- 1967 : Comment les séduire de Jean-Claude Roy
- 1967 :  Le vicomte règle ses comptes  de Maurice Cloche

### En tant que réalisateur
- 1942 : Les Petits Riens
- 1945 : Naïs, coréalisé avec Marcel Pagnol
- 1948 : Les Parents terribles de Jean Cocteau - en tant qu'assistant réalisateur
- 1949 : Menace de mort
- 1949 : Le Furet
- 1951 : La vie est un jeu
- 1952 : La Femme à l'orchidée
- 1959 : Henri Gagnon organiste
- 1960 : Le Prix de la science (documentaire)
- 1961 : Dubois et Fils, documentaire coréalisé avec Bernard Devlin
- 1969 : Les Gros Malins